# Cao Buxing
Cao Buxing (Ts'ao P'uhsing) 曹不兴 est un peintre chinois de l’époque des Trois Royaumes de Chine. Il est né en l’an 222 à Huzhou, a vécu principalement dans la ville de Wuxing dans la province du Zhejiang et est décédé en l’an 280.
Il fut peintre professionnel au service du Royaume de Wu et l'un des premiers peintres reconnus originaires de la région du Zhejiang. Il peignait généralement des personnages, des dragons, des chevaux et des bodhisattvas. Il était très proche du fondateur de la dynastie Wu, Sun Quan. Il y a peu d'informations à son sujet, et aucun portrait. Ses œuvres n'ont pas traversé les époques. Après sa mort, il y aurait eu une seule de ses peintures, représentant une tête de dragon, gardée dans le pavillon privé de l'empereur.

## Style
Ses peintures auraient eu la particularité d'être d'un réalisme tellement précis que l'on pouvait confondre ses peintures avec la réalité.
Il avait le souci des proportions. Un jour, il aurait peint une image d'un Bouddha sur un rouleau de soie de 15 mètres de long, en donnant des grands coups de pinceau et en observant bien les proportions du corps.

### L'anecdote de la mouche
Parmi les œuvres parlant de la vie de Cao Buxing, une anecdote revient souvent, celle de la mouche. Elle est généralement présentée comme suit:
« Un jour, lorsque Cao peignait en présence de son maître Sun Quan, il fit éclabousser quelques gouttes d’encre sur la moustiquaire, Cao ajouta sur ces taches des ailes pour transformer les gouttes en mouches. Les mouches peintes étaient tellement réalistes que l'empereur Sun Quan pensait qu'elles étaient réelles et il essaya de les chasser, sans succès. »
Certains auteurs disent que durant les séances de peinture, les empereurs étaient très sévères sur la performance de l'artiste, ces derniers venaient donc préparés. Cao Buxing aurait aussi été sujet à cette pression, et lorsqu'il était sous la surveillance de l'empereur, il camoufla les tâches en mouches pour éviter les conséquences d'un empereur tyrannique.

## Légendes à son propos
Cao dit aussi avoir peint un dragon rouge qui prit vie. Ses peintures qui étaient gardées dans l’entrepôt impérial auraient eu la capacité de provoquer la pluie lorsqu’elles étaient accrochées au-dessus de l’eau.
Cao peignait beaucoup de dragons et il existe une histoire à ce propos : une année de grande sécheresse, on jeta dans une rivière l’image d’un dragon rouge due à son pinceau. Aussitôt des nuages noirs s’amoncelèrent à l’horizon, et une pluie torrentielle s’abattit sur la terre assoiffée

## Réputation postérieure
Le royaume de Wu, dans lequel Cao Buxing a vécu, aurait été une région foisonnante pour les talents artistiques, notamment les peintres. Wang Zhideng (dynastie ming) mentionne que Cao Buxing faisait partie, avec d'autres peintres comme Gu Kaizhi ou Zhang Sengyou, d'une culture artistique où les peintres auraient été «nombreux comme les nuages».
Cao Buxing est considéré par Xie He comme un peintre de première classe dans son œuvre, La Classification des peintres des Temps anciens.